# 6312 Robheinlein
6312 Robheinlein (1990 RH4) là một tiểu hành tinh vành đai chính được phát hiện ngày 14 tháng 9 năm 1990 bởi H. E. Holt ở Palomar.